# Olivet (Nova Jérsei)
Olivet é uma Região censo-designada localizada no estado americano de Nova Jérsei, no Condado de Salem.

## Demografia
Segundo o censo americano de 2000, a sua população era de 1420 habitantes.

## Geografia
De acordo com o United States Census Bureau tem uma área de
7,0 km², dos quais 6,5 km² cobertos por terra e 0,5 km² cobertos por água.

## Localidades na vizinhança
O diagrama seguinte representa as localidades num raio de 16 km ao redor de Olivet.